# Kolkiejmy
Kolkiejmy (Duits: Kollkeim) is een plaats in het Poolse district  Kętrzyński, woiwodschap Ermland-Mazurië. De plaats maakt deel uit van de gemeente Srokowo en telt 80 inwoners.